# クリミアゴート語
クリミアゴート語（クリミアゴートご、英: Crimean Gothic）は、クリミア半島で用いられたゴート語の方言。クリミア半島の隔絶された土地で話された言語であり、18世紀後半まで存在した。
クリミアゴート語は、ごくわずかな断片しか現存しない。ゴート語についてのすべての知見は、16世紀のフランドル大使で言語学者のオージェ・ギスラン・ド・ブスベック(Ogier Ghislain de Busbecq)の書簡に基づいており、そこには80の単語が記載され、文法についていくらか卓見が披瀝されている。
クリミアゴート語は、音声学的な特徴という点から、世界的にゴート語として認知されている。 ada （卵）という単語は、ゴート語に典型的なゲルマン祖語の強調を示している。
ヴァイキング（ノルマン人）は、クリミアゴート族の存在に気づいていたかもしれない。ギュータサガ（サガ）の伝えるところによると、ゴットランド島の3分の1の住民が島を去ってギリシャの島々に移住しなければならなくなったとき、移住先で古ギュートモールとほとんど同一の言語が保たれていることに気づいた、とルーン文字で銘文してあったからである。